# Łazy (powiat żuromiński)
Łazy – wieś w Polsce położona w województwie mazowieckim, w powiecie żuromińskim, w gminie Lubowidz.  a status sołectwa. Wieś leży nad Wkrą.
Wierni Kościoła rzymskokatolickiego należą do parafii św. Andrzeja Apostoła w Lubowidzu.
W latach 1975–1998 miejscowość należała administracyjnie do województwa ciechanowskiego.